# ルートヴィヒ・トゥイレ
ルートヴィヒ・ヴィルヘルム・アンドレアス・マリア・トゥイレ（Ludwig Wilhelm Andreas Maria Thuille [ˈtui̯lə], 1861年11月30日 南部チロル・ボルツァーノ - 1907年2月5日 ミュンヘン）は、オーストリア出身のドイツの音楽教育家・作曲家。テュイレの表記もあるが、本来はフランス系のユグノーの家系でテュイユと読む。ブラウンフェルスやシリングスらと共に、若き日のR.シュトラウスやプフィッツナーもその一員とされた「ミュンヘン楽派」の代表者とされる。

## 経歴
幼児期に両親を喪い、おじを頼ってオーストリアに出る。インスブルックで学問を修め、1877年に終世の友リヒャルト・シュトラウスと知り合う。その後ミュンヘンでヨーゼフ・ラインベルガーらに作曲を師事。その後ミュンヘン音楽アカデミー（現ミュンヘン音楽・演劇大学）の楽理科ならびに作曲科の教授に就任し、数多くの門弟を育成した。主要な門人に、ヘンリー・ハドリー、リヒャルト・ヴェッツ、フランツ・ミコライ、ヴァルター・クルヴォワジエール、ヘルマン・アーベントロート、ユリウス・ヴァイスマン、ヴァルター・ブラウンフェルス、エルンスト・ベーエ、エルネスト・ブロッホ、クラウス・プリングスハイムらがいる。
1907年、ミュンヘンで心不全のため45歳で没した。死後出版された音楽理論書『和声学』（Harmonielehre, ルードルフ・ルイスとの共著、日本語版は山根銀二と渡鏡子の共訳による。ASIN B000JB6XM4）は多くの版を重ね、非常に影響力があった。
トゥイレは室内楽に献身した多作な作曲家であり、こんにちではピアノと管楽器のための《六重奏曲》作品6（1886年 - 1888年）や《チェロ・ソナタ》作品22の作曲家として辛うじて知られているにすぎないが、《交響曲ヘ長調》や《ピアノ協奏曲》のような大作のほか、数々のリートや、3つのオペラも作曲している。このうち最初の《トイアーダンク》（Theuerdank, 1897年完成）は、1897年に、バイエルン王国摂政王子主催のオペラ作曲コンクールにおいて、ツェムリンスキー作曲の《ザレマ》を抑えて首席に輝いた。2作目の《愛の舞踊》（Lobetanz）は1898年にカールスルーエにて初演され、かなり成功した。最後のオペラは、1901年の《Gugeline》である。リヒャルト・シュトラウスとの親交や楽劇への献身にもかかわらず、トゥイレはかなり保守的な作曲家のままであり続けた。